# Egon Henninger
Egon Henninger (Kühlungsborn, 22 giugno 1940 – 10 agosto 2025) è stato un nuotatore tedesco orientale.

## Carriera
Specializzato nella rana e nei misti, conquistò 2 medaglie, entrambe d'argento, ai Giochi Olimpici.

## Palmarès
- Giochi olimpici estivi

Tokyo 1964: argento nella 4x100m misti.
Città del Messico 1968: argento nella 4x100m misti.
- Europei

Lipsia 1962: oro nella 4x100m misti.
Utrecht 1966: argento nella 4x100m misti e bronzo nei 200m rana.